# 埃斯佩洪
埃斯佩洪，是西班牙卡斯蒂利亚-莱昂索里亚省的一个市镇。总面积22平方公里，总人口235人（2001年），人口密度11人/平方公里。